# Torre-atalaya de los Guzmanes
La Torre-atalaya de los Guzmanes es una torre óptica, asociada al sistema defensivo del castillo de Montefrío (Granada, Andalucía), de época nazarí. Su localización cartográfica es la siguiente: M.M.E., E. 1/50.000, hoja 1008, cuadrícula 412-413 / 4129-4130.

## Descripción
Está situada junto a la carretera que une las localidades de Montefrío y Tocón, a unos 4 km de la primera de ellas. Es una torre cilíndrica, con planta circular, y construida en mampostería caliza en hiladas, unida con argamasa terrosa. Su parte inferior es maciza, relleno con piedras de poco tamaño, y tiene adosada una construcción, realizada en piedra mediante el sistema de cuerda seca, que sirvió como habitación o refugio.
Actualmente su altura máxima es de 4,30 m, aunque en su momento debió ser bastante más elevada. Conecta visualmente con la atalaya de los Anillos, integrante del mismo sistema defensivo, y con la torre de Tocón.